# Zawiet el Argub
Bei Zawiet el Argub (auch Zaviet el Argub) im heutigen Libyen befinden sich die Reste eines gut erhaltenen Baues aus byzantinischer Zeit. 
Der Bau wurde in den 1960er Jahren entdeckt. Er wurde 1969 von John Bryan Ward-Perkins besucht und zu etwa der gleichen Zeit von Sheila Gibson und Margaret Browne untersucht, die auch genaue Aufzeichnungen anfertigten. In den Ruinen fanden bisher keine Ausgrabungen statt. Der befestigte Bau ist 23,6 × 24,9 Meter groß und steht auf einem Hügel. Reste einer antiken Stadt liegen mehr als einen Kilometer im Westen. Dort befinden sich Reste eines Bades und vielleicht einer Kirche. Die Reste des befestigten Baues von Zawiet el Argub stehen zum Teil noch über fünf Meter hoch an. Im Inneren gibt es eine Halle mit Apsis. Die Räume waren gewölbt. Einige Gewölbe sind heute noch erhalten. Die Funktion des Baues ist unsicher. Die Apsis mag andeuten, dass es sich um eine Kirche handelte. Die starken Befestigungen deuten eher an, dass es sich um eine kleine Burg handelt.